# Zhang Liangliang
Zhang Liangliang (chiń. upr. 张亮亮; chiń. trad. 張亮亮; pinyin Zhāng Liàngliàng; ur. 1 października 1982) – chiński florecista, trzykrotny medalista mistrzostw świata.
Podczas mistrzostw świata w Lipsku w 2005 roku wywalczył indywidualnie srebrny medal. W finale lepszy był Włoch Salvatore Sanzo. Na rozgrywanych pięć lat później mistrzostwach świata w Paryżu Chińczycy w składzie: Huang Liangcai, Lei Sheng, Zhu Jun i Zhang Liangliang zdobyli złoty medal w zawodach drużynowych. Złoto w tej konkurencji zdobyli również na mistrzostwach świata w Katanii w 2011 roku.
Wystartował na igrzyskach olimpijskich w Londynie w 2012 roku, gdzie drużynowo był siódmy. Był to jego jedyny start olimpijski.
Ponadto zdobył złoty medal drużynowo i brązowy indywidualnie na igrzyskach azjatyckich w Doha (2006) oraz kolejne złoto drużynowo na igrzyskach azjatyckich w Kantonie (2010).